# Pseudoterpna viridimelaina
Pseudoterpna viridimelaina är en fjärilsart som beskrevs av Heydemann. Pseudoterpna viridimelaina ingår i släktet Pseudoterpna och familjen mätare. Inga underarter finns listade.